# 1999–2000-es olasz labdarúgókupa
Az olasz kupa 53. kiírása. A győztes a Lazio lett immár harmadszor.

## Eredmények

### Csoportkör
|  | Az első helyezett továbbjut.                        |
|  | A második, harmadik és negyedik helyezett búcsúzik. |

#### 1. csoport
| Csapat         | M | GY | D | V | LG | KG | GA  | P  |
| -------------- | - | -- | - | - | -- | -- | --- | -- |
| Ternana        | 6 | 4  | 2 | 0 | 11 | 4  | +7  | 14 |
| Lecce          | 6 | 4  | 1 | 1 | 12 | 5  | +7  | 13 |
| Lucchese       | 6 | 2  | 0 | 4 | 7  | 11 | -4  | 6  |
| Fidelis Andria | 6 | 0  | 1 | 5 | 5  | 15 | -10 | 1  |

|                | FID | LEC | LUC | TER |
| -------------- | --- | --- | --- | --- |
| Fidelis Andria | –   | 1–4 | 1–3 | 0–1 |
| Lecce          | 3–0 | –   | 3–1 | 1–1 |
| Lucchese       | 2–1 | 0–1 | –   | 1–2 |
| Ternana        | 2–2 | 2–0 | 3–0 | –   |

#### 2. csoport
| Csapat    | M | GY | D | V | LG | KG | GA | P  |
| --------- | - | -- | - | - | -- | -- | -- | -- |
| Sampdoria | 6 | 5  | 0 | 1 | 13 | 5  | +8 | 15 |
| Cesena    | 6 | 3  | 2 | 1 | 8  | 6  | +2 | 11 |
| Palermo   | 6 | 1  | 2 | 3 | 10 | 14 | -4 | 5  |
| Savoia    | 6 | 0  | 2 | 4 | 5  | 11 | -6 | 2  |

|           | CES | PAL | SAM | SAV |
| --------- | --- | --- | --- | --- |
| Cesena    | –   | 1–1 | 0–1 | 1–0 |
| Palermo   | 2–3 | –   | 1–3 | 3–1 |
| Sampdoria | 1–2 | 4–1 | –   | 1–0 |
| Savoia    | 1–1 | 2–2 | 1–3 | –   |

#### 3. csoport
| Csapat    | M | GY | D | V | LG | KG | GA | P  |
| --------- | - | -- | - | - | -- | -- | -- | -- |
| Genoa     | 6 | 4  | 1 | 1 | 13 | 6  | +7 | 13 |
| Empoli    | 6 | 3  | 1 | 2 | 9  | 8  | +1 | 10 |
| Monza     | 6 | 2  | 1 | 3 | 8  | 11 | -3 | 7  |
| Lumezzane | 6 | 1  | 1 | 4 | 6  | 11 | -5 | 4  |

|           | EMP | GEN | LUM | MON |
| --------- | --- | --- | --- | --- |
| Empoli    | –   | 1–1 | 2–0 | 1–0 |
| Genoa     | 5–1 | –   | 2–1 | 1–0 |
| Lumezzane | 2–1 | 0–2 | –   | 2–2 |
| Monza     | 1–4 | 3–2 | 2–1 | –   |

#### 4. csoport
| Csapat    | M | GY | D | V | LG | KG | GA | P  |
| --------- | - | -- | - | - | -- | -- | -- | -- |
| Atalanta  | 6 | 4  | 2 | 0 | 10 | 1  | +9 | 14 |
| Chievo    | 6 | 2  | 3 | 1 | 4  | 3  | +1 | 9  |
| Pistoiese | 6 | 1  | 3 | 2 | 6  | 9  | -3 | 6  |
| Cremonese | 6 | 0  | 2 | 4 | 3  | 10 | -7 | 2  |

|           | ATA | CHI | CRE | PIS |
| --------- | --- | --- | --- | --- |
| Atalanta  | –   | 2–0 | 2–1 | 3–0 |
| Chievo    | 0–0 | –   | 2–0 | 0–0 |
| Cremonese | 0–0 | 0–1 | –   | 2–2 |
| Pistoiese | 0–3 | 1–1 | 3–0 | –   |

#### 5. csoport
| Csapat  | M | GY | D | V | LG | KG | GA | P  |
| ------- | - | -- | - | - | -- | -- | -- | -- |
| Reggina | 6 | 4  | 2 | 0 | 8  | 0  | +8 | 14 |
| Treviso | 6 | 4  | 2 | 0 | 6  | 2  | +4 | 14 |
| Cosenza | 6 | 1  | 1 | 4 | 3  | 6  | -3 | 4  |
| Gualdo  | 6 | 0  | 1 | 5 | 2  | 11 | -9 | 1  |

|         | COS | GUA | REG | TRE |
| ------- | --- | --- | --- | --- |
| Cosenza | –   | 1–1 | 0–1 | 0–1 |
| Gualdo  | 0–1 | –   | 0–3 | 0–1 |
| Reggina | 1–0 | 3–0 | –   | 0–0 |
| Treviso | 2–1 | 2–1 | 0–0 | –   |

#### 6. csoport
| Csapat      | M | GY | D | V | LG | KG | GA  | P  |
| ----------- | - | -- | - | - | -- | -- | --- | -- |
| Napoli      | 6 | 4  | 1 | 1 | 11 | 5  | +6  | 13 |
| Salernitana | 6 | 4  | 1 | 1 | 16 | 8  | +8  | 13 |
| Como        | 6 | 2  | 2 | 2 | 11 | 10 | +1  | 8  |
| Fermana     | 6 | 0  | 0 | 6 | 4  | 19 | -15 | 0  |

|             | COM | FER | NAP | SAL |
| ----------- | --- | --- | --- | --- |
| Como        | –   | 3–1 | 1–2 | 3–3 |
| Fermana     | 0–3 | –   | 1–3 | 2–5 |
| Napoli      | 1–1 | 2–0 | –   | 3–0 |
| Salernitana | 3–0 | 3–0 | 2–0 | –   |

#### 7. csoport
| Csapat      | M | GY | D | V | LG | KG | GA | P  |
| ----------- | - | -- | - | - | -- | -- | -- | -- |
| Pescara     | 6 | 4  | 0 | 2 | 18 | 9  | +9 | 12 |
| Brescia     | 6 | 3  | 1 | 2 | 8  | 8  | 0  | 10 |
| Reggiana    | 6 | 2  | 2 | 2 | 8  | 11 | -3 | 8  |
| Juve Stabia | 6 | 1  | 1 | 4 | 4  | 10 | -6 | 4  |

|             | BRE | STA | PES | REG |
| ----------- | --- | --- | --- | --- |
| Brescia     | –   | 1–0 | 2–1 | 2–1 |
| Juve Stabia | 1–0 | –   | 0–1 | 1–3 |
| Pescara     | 4–2 | 5–2 | –   | 7–2 |
| Reggiana    | 1–1 | 0–0 | 1–0 | –   |

#### 8. csoport
| Csapat          | M | GY | D | V | LG | KG | GA | P  |
| --------------- | - | -- | - | - | -- | -- | -- | -- |
| Ravenna         | 6 | 4  | 1 | 1 | 9  | 5  | +4 | 13 |
| Vicenza         | 6 | 2  | 2 | 2 | 9  | 8  | +1 | 8  |
| SPAL            | 6 | 2  | 2 | 2 | 5  | 9  | -4 | 8  |
| Alzano Virescit | 6 | 1  | 1 | 4 | 5  | 6  | -1 | 4  |

|                 | ALZ | RAV | SPA | VIC |
| --------------- | --- | --- | --- | --- |
| Alzano Virescit | –   | 0–1 | 0–1 | 3–0 |
| Ravenna         | 2–1 | –   | 2–1 | 2–0 |
| SPAL            | 0–0 | 2–1 | –   | 1–1 |
| Vicenza         | 2–1 | 1–1 | 5–0 | –   |

### Második forduló
A fordulóban csatlakozó csapatok: Bari, Bologna, Cagliari, Perugia, Piacenza, Torino, Verona, Venezia.

| 1. csapat | Eredmény | 2. csapat | 1. mérk. | 2. mérk. |
| --------- | -------- | --------- | -------- | -------- |
| Sampdoria | 0–4      | Bologna   | 0–2      | 0–2      |
| Cagliari  | 7–2      | Genoa     | 3–1      | 4–1      |
| Napoli    | 2–1      | Bari      | 1–0      | 1–1      |
| Pescara   | 0–1      | Venezia   | 0–0      | 0–1      |
| Ravenna   | 4–2      | Verona    | 2–1      | 2–1      |
| Reggina   | 0–2      | Piacenza  | 0–0      | 0–2      |
| Ternana   | 2–3      | Perugia   | 1–2      | 1–1      |
| Atalanta  | 4–3      | Torino    | 3–1      | 1–2      |

### Nyolcaddöntő
A fordulóban csatlakozó csapatok: Fiorentina, Internazionale, Juventus, Lazio, Milan, Parma, Roma, Udinese.

| 1. csapat      | Eredmény | 2. csapat  | 1. mérk. | 2. mérk.  |
| -------------- | -------- | ---------- | -------- | --------- |
| Internazionale | 5–2      | Bologna    | 2–1      | 3–1       |
| Cagliari       | 3–2      | Parma      | 1–0      | 2–2       |
| Napoli         | 1–4      | Juventus   | 1–3      | 0–1       |
| Perugia        | 1–2      | Fiorentina | 1–0      | 0–2       |
| Ravenna        | 2–5      | Lazio      | 1–1      | 1–4       |
| Roma           | 3–1      | Piacenza   | 0–1      | 3–0 (hu.) |
| Venezia        | 3–2      | Udinese    | 3–0      | 0–2       |
| Atalanta       | 3–5      | Milan      | 3–2      | 0–3       |

### Negyeddöntő
| 1. csapat | Eredmény  | 2. csapat      | 1. mérk. | 2. mérk. |
| --------- | --------- | -------------- | -------- | -------- |
| Milan     | 3–4       | Internazionale | 2–3      | 1–1      |
| Roma      | 0–2       | Cagliari       | 0–1      | 0–1      |
| Juventus  | 4–4 (ig.) | Lazio          | 3–2      | 1–2      |
| Venezia   | 1–1 (ig.) | Fiorentina     | 0–0      | 1–1      |

### Elődöntő
| 1. csapat | Eredmény | 2. csapat      | 1. mérk. | 2. mérk. |
| --------- | -------- | -------------- | -------- | -------- |
| Cagliari  | 3–4      | Internazionale | 1–3      | 2–1      |
| Lazio     | 7–2      | Venezia        | 5–0      | 2–2      |

### Döntő

#### Első mérkőzés
| 2000. április 12. | Lazio                  | 2 – 1 | Internazionale | Stadio Olimpico, Róma Nézőszám: – Játékvezető: – |
| 2000. április 12. | Nedvěd 39' Simeone 51' | (1–1) | 7' Seedorf     | Stadio Olimpico, Róma Nézőszám: – Játékvezető: – |

#### Második mérkőzés
| 2000. május 18. | Internazionale | 0 – 0 | Lazio | San Siro, Milánó Nézőszám: – Játékvezető: – |
| 2000. május 18. | (0–0)          |       |       | San Siro, Milánó Nézőszám: – Játékvezető: – |

Összesítésben a Lazio nyert (2–1).
| Az 1999–2000-es olasz labdarúgókupa győztese: |
| --------------------------------------------- |
| Lazio 3. cím                                  |

## Lásd még
Serie A 1999–2000

Serie B 1999–2000